# Miguel Ángel Jiménez
Miguel Ángel Jiménez (* 5. Januar 1964 in Málaga) ist ein spanischer Berufsgolfer. Wegen seiner überaus gleichmäßigen Spielweise wird er von seinen Mitspielern auch „The Mechanic“ genannt.

## Werdegang
Jiménez begann 1988 auf der European Tour und verbesserte sich stetig während der nächsten Spielzeiten. 1992 gelang ihm dann sein erster Sieg bei der Piaget Belgian Open. Im Laufe seiner wechselvollen Karriere hatte er drei Erfolgsperioden. 1994 mit dem 5. Platz in der Geldrangliste European Tour Order of Merit, dann wieder 1998 und 1999, beide Jahre war Jiménez 4. der Order of Merit mit vier Turniersiegen inklusive des hochdotierten Abschlussturniers, der Volvo Masters und einem 2. Platz in der WGC-American Express Championship, einem World Golf Championships Event, sowie seinem Ryder-Cup-Debüt. Und schließlich kam der Spanier nach einigen mittelmäßigen Saisonen 2004 zu einem neuerlichen 4. Platz in der Geldrangliste und wieder vier Turniersiegen, den meisten in diesem Jahr. Jiménez bewahrte seine Form auch 2005 mit Siegen bei der Hong Kong Open und beim Celtic Manor Wales Open. Es folgten weitere Turniersiege in den Saisons 2008 und 2010.
Über die Weihnachtsfeiertage 2012 verletzte sich Jiménez schwer. Bei einem Skiunfall in der spanischen Sierra Nevada brach sich der Golfprofi das Schienbein und musste mehrere Monate pausieren. Im Mai 2013 spielte er bei der BMW PGA Championship sein 600. Turnier auf der European Tour.
Seinen Einstand bei der Champions Tour feierte er im April 2014 standesgemäß mit einem Turniersieg bei der Greater Gwinnett Championship in Duluth, Georgia.
Im Mai 2014 gewann er die Open de España und ist damit weiterhin ältester Sieger (50 Jahre, 133 Tage) auf der European Tour, nachdem er diesen Rekord bereits zuvor (2012 und 2013) aufgestellt hatte.
Privat liebt der Genussmensch Jiménez schnelle Autos, im Speziellen Ferraris, Rioja-Rotwein und edle Zigarren, wobei er schon manchmal, genau wie Darren Clarke, eine während der Runde raucht. Aus seiner 1991 mit Montserrat Bravo Ramírez geschlossenen Ehe hat er zwei Söhne. Seit Mai 2014 ist er in zweiter Ehe mit der Österreicherin Susanne Styblo verheiratet. Das Paar hat nunmehr seinen gemeinsamen Wohnsitz in Wien.

## European-Tour-Siege (21)
- 1992 Piaget Belgian Open
- 1994 Heineken Dutch Open
- 1998 Turespana Masters Open Baleares, Trophee Lancome
- 1999 Turespana Masters Open Andalucia, Volvo Masters
- 2003 Turespana Mallorca Classic
- 2004 Johnnie Walker Classic, Algarve Open de Portugal, BMW Asian Open, BMW International Open
- 2005 Omega Hong Kong Open (auch Asian Tour), Celtic Manor Wales Open
- 2008 UBS Hong Kong Open (stattgefunden im Nov. 2007, zählt jedoch zur Saison 2008. Gemeinsames Event mit der Asian Tour 2007), BMW PGA Championship
- 2010 Omega Dubai Desert Classic, Open de France, Omega European Masters
- 2012 UBS Hong Kong Open (auch Asian Tour)
- 2013 Hong Kong Open (stattgefunden im Dez. 2013, zählt jedoch zur Saison 2014. Gemeinsames Event mit der Asian Tour 2013)
- 2014 Open de España

## Champions Tour Siege (12)
- 2014 Greater Gwinnett Championship
- 2015 Mitsubishi Electric Championship at Hualalai
- 2016 Mississippi Gulf Resort Classic
- 2018 Regions Tradition, Senior Open Championship
- 2019 Dominion Energy Charity Classic, Chubb Classic
- 2020–2021 Mitsubishi Electric Championship at Hualalai, Sanford International
- 2022 Mitsubishi Electric Championship at Hualalai, Cologuard Classic

Senior Majors sind fett gedruckt.

## Andere Turniersiege (4)
- 1988 Open de L'inforatique (Frankreich)
- 1989 Benson & Hedges Trophy (mit Xonia Wunsch-Ruiz)
- 1999 Oki Telepizza-Olivia Nova
- 2009 Schüco Open (Bielefeld/Deutschland)

## Resultate bei Major Championships
| Tournament        | 1991 | 1992 | 1993 | 1994 | 1995 | 1996 | 1997 | 1998 | 1999 | 2000 | 2001 | 2002 | 2003 | 2004 | 2005 |
| ----------------- | ---- | ---- | ---- | ---- | ---- | ---- | ---- | ---- | ---- | ---- | ---- | ---- | ---- | ---- | ---- |
| Masters           | DNP  | DNP  | DNP  | DNP  | CUT  | DNP  | DNP  | DNP  | CUT  | T46  | T49  | T10  | T9   | CUT  | DNP  |
| US Open           | DNP  | DNP  | DNP  | DNP  | T28  | DNP  | DNP  | DNP  | T23  | T2   | CUT  | DNP  | DNP  | DNP  | CUT  |
| Open Championship | T80  | DNP  | T51  | CUT  | T89  | CUT  | CUT  | DQ   | CUT  | T26  | T3   | CUT  | DNP  | T47  | DNP  |
| PGA Championship  | DNP  | DNP  | DNP  | DNP  | T13  | T24  | DNP  | DNP  | T10  | T64  | DNP  | DNP  | DNP  | T31  | T40  |

| Tournament        | 2006 | 2007 | 2008 | 2009 | 2010 | 2011 | 2012 | 2013 | 2014 | 2015 | 2016 | 2017 | 2018 | 2019 |
| ----------------- | ---- | ---- | ---- | ---- | ---- | ---- | ---- | ---- | ---- | ---- | ---- | ---- | ---- | ---- |
| Masters           | T31  | T11  | T44  | T8   | T12  | T27  | 56   | DNP  | 4    | CUT  | DNP  | DNP  | DNP  | DNP  |
| US Open           | T16  | DNP  | T6   | CUT  | CUT  | CUT  | CUT  | DNP  | CUT  | CUT  | DNP  | DNP  | DNP  | DNP  |
| Open Championship | DNP  | T12  | CUT  | T13  | T27  | T25  | T9   | T13  | CUT  | CUT  | T18  | DNP  | DNP  | CUT  |
| PGA Championship  | DNP  | CUT  | CUT  | T36  | CUT  | T64  | T27  | T29  | CUT  | CUT  | DNP  | DNP  | DNP  | DNP  |

DNP = nicht teilgenommen

CUT = Cut nicht geschafft

„T“ geteilte Platzierung

Grüner Hintergrund für Siege

Gelber Hintergrund für Top 10

## Mannschaftswettbewerbe
- Ryder Cup (für Europa): 1999, 2004 (Sieger), 2008, 2010 (Sieger), 2012 (Sieger) (non playing Vice Captain)
- Alfred Dunhill Cup (für Spanien): 1990, 1992, 1993, 1994, 1995, 1996, 1997, 1998, 1999 (Sieger), 2000 (Sieger)
- World Cup (für Spanien): 1990, 1992, 1993, 1994, 2000, 2001, 2003, 2004, 2005, 2006, 2007, 2008, 2011, 2013
- The Seve Trophy (für Kontinental-Europa): 2000 (Sieger), 2002, 2003, 2005, 2007, 2009, 2011, 2013 (Sieger)
- EurAsia Cup (für Europa): 2014 (remis, Kapitän)